# 佐伯部
佐伯部（さえきべ）は古代日本における品部の1つであるが、ヤマト王権の拡大過程において、中部地方以東の東日本を平定する際、捕虜となった現地人（ヤマト王権側からは「蝦夷・毛人」と呼ばれていた）を、近畿地方以西の西日本に移住させて編成したもの。

## 概要
『日本書紀』によれば、日本武尊が東征で捕虜にした蝦夷を初めは伊勢神宮に献じたが、昼夜の別なく騒いで神宮にも無礼を働くので、倭姫命によって朝廷に差し出され、次にこれを三諸山（三輪山）の山麓に住まわせたところ、今度は大神神社に無礼を働き里人を脅かすので、「畿内に住むべからず」との景行天皇の命で、播磨・讃岐・伊予・安芸・阿波の5ヶ国に送られたのがその祖であるとの起源を伝えており、また、猪名県の佐伯部の者が、仁徳天皇が秘かに愛でていた鹿をそれとは知らずに狩って献上したため、恨めしく思った天皇によって安芸国渟田（ぬた）に移されたのが「（安芸国）渟田の佐伯部」であるとも伝えている。これらの伝承の史実性はともかくとして、古墳時代の中頃（5-6世紀）には、東国人の捕虜を上記5ヶ国に移住させ、佐伯部として設定・編成したのは事実のようで、「佐伯直」や「佐伯造」といった在地の豪族が伴造としてこれを管掌し、これら地方豪族が更に畿内の中央豪族佐伯連（後に宿祢に改賜姓された）に管掌されたため、佐伯部は間接的に中央佐伯氏の部民とされ、その中からは宮廷警衛の任務に上番させられた者もいたと見られている。

## 部名の由来
平安時代以来、「叫ぶ」に由来するとされてきたが、『常陸国風土記』茨城郡条には、土着民である「山の佐伯、野の佐伯」が王権に反抗したことが記されているので、「障（さへ）ぎる者（き）」で、朝廷の命に反抗する者の意味と説くものもあり、別に上記景行天皇紀に「騒い」だとあることに着目し、「大声を発して邪霊や邪力を追いはらったり、相手を威嚇するといった呪術的儀礼に従事」するのが彼らの職掌で、佐伯部は「サハグ部」であるとの説もある。あるいは、聞きなれない言葉を話すので「騒（さえ）ぐ」ように聞こえたことに由来するとする説もある。